# Hak (legenda miejska)
Hak (ang. The Hook) – legenda miejska, której powstanie datuje się na przełom lat 50. i 60. XX wieku.
Jej bohaterami jest para nastolatków, którzy w samochodzie oddają się miłosnym uniesieniom gdzieś na odludziu (lub opustoszałym parkingu). Muzykę w radiu przerywa komunikat, że z pobliskiego szpitala psychiatrycznego zbiegł seryjny morderca z hakiem zamiast dłoni. Młodzi ludzie szybko odjeżdżają. Na końcu następuje szokujące odkrycie: odnajdują oni hak (wariantywnie: zakrwawiony) zwisający z klamki auta. W niektórych wersjach legendy para nastolatków wcześniej słyszała drapanie do drzwi pojazdu.

## „Hak” w kulturze masowej
- W slasherze Koszmar minionego lata (I Know What You Did Last Summer, 1997) historię tę opowiada jeden z głównych bohaterów. Filmowy morderca zabija swoje ofiary przy użyciu haka.
- W młodzieżowej komedii Pulpety (Meatballs, 1979) zdarzenie relacjonuje bohater kreowany przez Billa Murraya.
- W odcinku siódmym pierwszego sezonu serialu telewizyjnego Nie z tego świata (Supernatural) legenda o haku przekazana zostaje w tradycji ustnej.
- Odwołania do historii pojawiają się w odcinkach seriali animowanych Daria i Wyspa Totalnej Porażki oraz serialu komediowym Bogaci bankruci.
- Legenda pojawia się w horrorach Candyman (1992) i Ulice strachu (Urban Legends, 1998).
- Legendę opowiada narratorka Carmen Marii Machado w opowiadaniu Mężowski Szew (Jej ciało i inne strony, 2017).
- Nawiązania do legendy można odnaleźć w powieści autorstwa M.E. Keer Dinky Hocker Shoots Smack! (1972) oraz w nieprozatorskiej książce Stephena Kinga Danse Macabre (1981).